# Хамадан
Хамадан (перс. همدان) је град у Ирану у покрајини Хамадан. Према попису из 2006. у граду је живело 479.640 становника.

## Становништво
Према попису, у граду је 2006. живело 479.640 становника.
| 1986.   | 1991.   | 1996.   | 2006.   |
| ------- | ------- | ------- | ------- |
| 272.499 | 349.653 | 401.281 | 479.640 |